# Gilley (Doubs)
Gilley település Franciaországban, Doubs megyében. Lakosainak száma 1805 fő (2022. január 1.). Gilley Orchamps-Vennes, Les Combes, La Chaux, Fournets-Luisans, Arc-sous-Cicon, Longemaison, Flangebouche és Pays-de-Montbenoît községekkel határos.

## Népesség
A település népességének változása:
| Lakosok száma | 942  | 1040 | 1149 | 1377 | 1590 | 1615 | 1656 | 1691 | 1730 | 1805 |
|               | 1968 | 1982 | 1990 | 2006 | 2013 | 2015 | 2017 | 2019 | 2020 | 2022 |